# Дев'ятий хрестовий похід
Дев'ятий хрестовий похід — останній середньовічний хрестовий похід у Святу землю. Деякі джерела розглядають його як частину Восьмого хрестового походу. Відбувався у 1271—1272 роках.
Людовик IX не зміг захопити Туніс у восьмому хрестовому поході, що призвело до того, що син короля Англії Генріха III, Едуард, відплив до Акри в так званий дев'ятий хрестовий похід. Він здобув кілька вражаючих перемог над Бейбарсом. Можна стверджувати, що рух хрестоноства на той час майже зійшов нанівець. Це також передбачало швидкий неминучий крах останніх нечисленних збережених фортець хрестоносців уздовж узбережжя Середземного моря.

## Початок походу
Слідом за перемогою мамлюків над монголами 1260 року під проводом полководця Бейбарса, та після смерті правителя мамлюків, Бейбарс залишився керувати султанатом. Як султан Бейбарс продовжив здійснювати атаки на хрестоносців у християнських твердинях Арзуф, Атліт, Хайфа, Сафад, Яффа, Ашкалон й Цезарія. Фортеці падали одна за одною, християни очікували на допомогу з Європи, проте європейські лицарі не поспішали.
У 1268 році Бейбарс узяв Антіохію, останню цитадель Антіохійського князівства, загрожуючи, таким чином, з півночі маленькому Триполійському графству хрестоносців.
Людовик IX, що мав привести велику хрестоносну армію в Єгипет, змінив свої плани й вирішив піти на Туніс, де й помер 1270 року. Принц Едуард прибув до Тунісу надто пізно, щоб надати допомогу французам. Тому він вирішив йти у Святу землю за підтримки Боемунда VI, князя Антіохійського та графа Триполійського, з метою повернення контролю над Єрусалимським королівством.

## Воєнні дії у Святій землі
Едуард разом із братом Людовіка Карлом Анжуйським спрямувати свої сили на Акру, столицю Єрусалимського королівства й кінцевий об'єкт кампанії Бейбарса. Сили хрестоносців, які становили лише 1000 вояків, з яких 225 були лицарями, прибули 1271 року, натомість війська Бейбарса зайняли Триполі. Хрестоносці завдавали ударів по загонах Бейбарса зі своїх баз на Кіпрі та в Акрі. Сили Едварда були занадто малі, щоб нападати на мамлюків у прямому бою, не зумівши навіть зупинити захоплення ними сусіднього замку Монфор. Хрестоносці прилаштувалися для запуску серії набігів, описаних сучасними їм письменниками як «військові прогулянки». Після захоплення штурмом Назарету і вбивства його мешканців Едвард напав на фортецю Св. Георгія-де-Лебейн, яку піддав вогню. Надалі він здійснив великий рейд за підтримки тамплієрів, госпітальєрів та тевтонських лицарів на місто Какун. Хрестоносці напали на туркменів (переважно мандрівних пастухів), перебили 1500 з них і взяли 5000 тварин як здобич. Ці туркмени, ймовірно, були відносно новим доповненням до армії Байбарів, інтегрувалися в 1268 році, їм надавали коней, звання та землі в обмін на військову службу після їхньої міграції до земель Бейбарса, що сталася через монгольське вторгнення на туркменську територію у Середній Азії. У грудні 1271 року Едуард та його війська відбили напад Бейбарса на Акру. Бейбарс у кінцевому підсумку відмовився від облоги Триполі, але точна причина відмови невідома. Можливо причиною стали дошкульні напади хрестоносців на комунікації мусульман, можливо — брак даних розвідки.
Невдовзі прибуло підкріплення з Англії, а також загони Гуго III, короля Кіпру, під проводом молодшого брата короля Едуарда Едмунда. Як тільки Едвард прибув до Акри, він намагався сформувати союз з монголами, відправивши посольство до монгольського правителя Персії Абаги, ворога мусульман. 4 вересня 1271 року Абага дав добро на співпрацю і поцікавився, якою буде дата узгодженої атаки на мамлюків. Наприкінці жовтня 1271 року в Сирію прибула монгольська армія. Проте Абага, зайнятий проблемами в Туркестані, зміг направити лише 10 000 вершників. Незважаючи на порівняно невелику силу, їхнє прибуття все-таки спровокувало витік мусульманського населення (яке пам'ятало попередні монгольські кампанії) на південь від Каїра. Монголи перемогли війська, які захищали Алеппо, і здійснили наліт на південь, розбивши інші гарнізони і паплюжачи землі до Апамеї. Але монголи не залишилися, і коли 12 листопада Байбарс здійснив контрнаступ з Єгипту, монголи вже відступили за Євфрат, обтяжені здобиччю.
Бейбарс вирішив здійснити комбіновану (одночасно з води й суші) атаку на Єгипет. Відчуваючи свою позицію досить загрозливою, він намагався протидіяти можливій атаці на нього з моря побудувавши флот. Завершивши його будівництво він, не атакуючи безпосередньо армію хрестоносців, спробував висадитись на Кіпрі у 1271 році, сподіваючись захопити Г'ю III (номінального короля Єрусалиму) та його флот, залишаючи таким чином Едуарда і армію хрестоносців на Святій Землі без можливості отримання зовнішньої допомоги. Бейбарс замаскував свої 17 військових галер як християнські судна і напав на Лімасол. Проте в результаті морської кампанії його флот був зруйнований біля узбережжя Лімасолу, а армії Байбарса на суші були змушені повернутися.

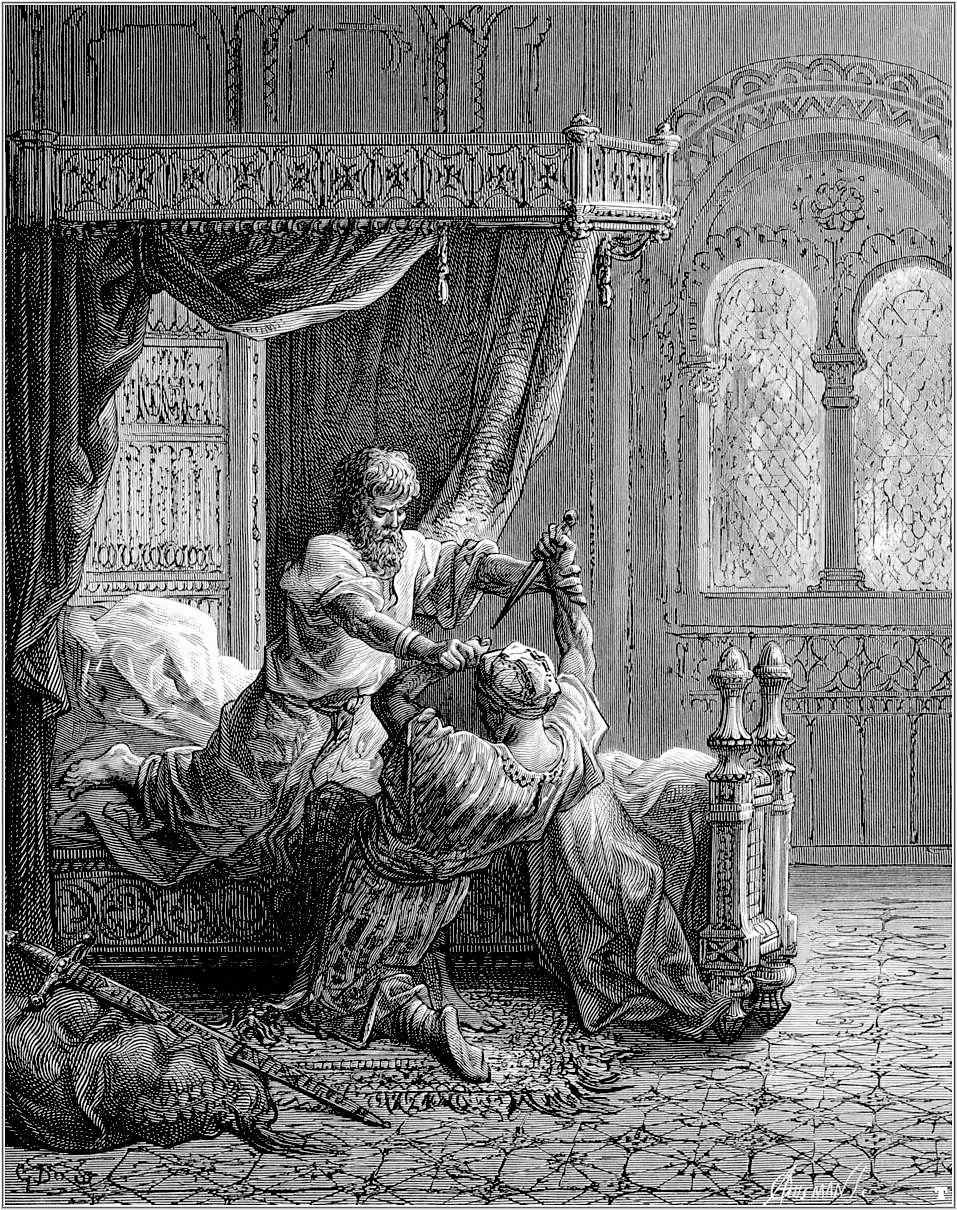
Едуард вбиває асасина. Густав Доре, літографія

Після цієї перемоги Едуард зрозумів, що для створення сили, здатної відвоювати Єрусалим, необхідно припинити чвари в християнських державах, і таким чином він став посередником між Г'ю та його противниками, лицарями з сім'ї Ібелінів. Паралельно принц Едуард і король Г'ю почали переговори про перемир'я в Цезарії з Бейбарсом. у травні 1272 року досягнута 10-річна, 10-місячна та 10-денна домовленість. Невдовзі Бейбарс, а можливо й не він здійснив спробу вбити Едуарда, підіславши до того асасина. Спроба виявилась невдалою, Едуард вбив нападника, хоча його й було поранено і нагноєння рани від кинджала призвело до тривалого одужання. У вересні 1272 року Едуард залишив Акру й вирушив на Сицилію. Дорогою він дізнався спочатку про смерть свого сина Джона, а потім й батька. Едуард у 1273 році почав свою подорож додому через Італію, Гасконь та Париж; нарешті, досяг Англії в середині 1274 року, де був коронований королем Англії 19 серпня 1274 року.

## Після походу
Едуарда у поході супроводжував Тіобальд Вісконті, який надалі став папою Григорієм Х у 1271 році. Він закликав до нового хрестового походу в 1274 році, але нічого не вийшло з цього приводу. Тим часом в християнських державах з'явилися нові суперечки, коли Карл Анжуйський скористався безладом у стосунках між Г'ю III, тамплієрами та венеційцями аби перебрати на себе християнську державу. Він напав на Г'ю III, викликавши громадянську війну. У 1277 році Роджер Сан-Северіно захопив Акру для Карла. Хоча міжусобна війна в рубежах хрестоносців була виснажливою, це дало можливість Карлу Анжуйському взяти під контроль хрестовий похід. Проте ця надія згасла, коли Венеція запропонувала провести хрестовий похід не проти мамлюків, а проти Константинополя, де Михаїл VIII відновив Візантійську імперію і вигнав венеційців. Папа Григорій X не підтримав таку пропозицію, але в 1281 році папа Мартин IV погодився на це. Фіаско привело до «сицилійської вечірні» 31 березня 1282 року, підбурюваного Михаїлом VIII, і Карл Анжуйський змушений був повернутися додому. Це була остання експедиція проти візантійців у Європі або мусульман на Святій Землі.

Романтичний портрет «Останнього хрестоносця»

Протягом дев'яти років спостерігалося зростання вимог мамлюків, включаючи данину, а також посилення переслідування паломників, що суперечило перемир'ю. У 1289 році султан Калавун зібрав велику армію та обклав Триполі, остаточно взявши її після кривавого бою. Однак напад на Триполі став особливо нищівним для мамлюків, оскільки опір християн досяг фанатичних пропорцій, а Калавун втратив свого старшого та наймогутнішого сина в кампанії.
У 1275 році монгольський хан Абака надіслав листа до Едуарда, де просив його зробити мобілізацію для чергового хрестового походу, заявивши, що цього разу він зможе запропонувати більше допомоги. Едуард написав у тому ж році, подякував Абаку за його допомогу в дев'ятому хрестовому поході. Едуард сказав, що не знає, коли станеться черговий хрестовий похід, але прагне повернутися до Святої Землі, і повідомить Абаку, якщо Папа оголосить про інший. Лист майже напевно був формальністю, оскільки Едуард не підготував іншого хрестового походу. У 1276 році інший посланник був направлений Абакою до Едуарда з тим же повідомленням, з додатковим вибаченням за не ефективне втручання в 1271 році.
У 1291 році група паломників з Акри піддалася нападу і в результаті було вбито 19 мусульманських купців у сирійському каравані. Калавун вимагав від християн виплатити велику суму компенсації. Коли відповідь не надійшла, султан використав це як привід для облоги Акри та закінчення перебування хрестоносців на Святій Землі. Калавун загинув під час облоги, його син Халіл став султаном мамлюків. Із захопленням Акри хрестоносні держави, крім Кіпру, перестали існувати. У 1299 році монгольська армія на чолі з ханом Казаном провела серію успішних набігів проти мамлюків у районі на північний схід від Хомса на південь від Гази. Але вони остаточно вийшли із Сирії у 1300 році. Монголи та Кілікія провели ще одну кампанію з відновлення Сирії, але незабаром були розбиті мамлюками в битві при Шахабі в 1303 році. Останній форпост хрестоносців на острові Руад було втрачено в 1303 році. Час хрестових походів до Святої Землі завершився через 208 років від початку Першого хрестового походу.